# Walter Müller (Politiker, 1907)
Walter Müller (* 25. August 1907  in Loitz; † nach 1951) war ein deutscher Politiker und Landtagsabgeordneter (CDU).

## Leben
Nach der Oberrealschule erhielt Walter Müller eine technische Ausbildung. Von 1927 bis 1933 besuchte er die Höhere Technische Lehranstalt in Stettin, wo er in Tief-, Hoch- und Eisenbetonbau sowie als Brand- und Sprengmeister ausgebildet wurde. Ab 1933 arbeitete er als Bauführer und Bauleiter. 1941 erfolgte seine Einberufung zur Organisation Todt, mit der er in Griechenland und Kroatien eingesetzt wurde. Anfang Mai 1945 wurde er in Kirchham gefangen genommen.
Nach seiner Entlassung aus der Kriegsgefangenschaft wurde er als Baudezernent bei der Stadtverwaltung von Grabow angestellt. Hier war er ab dem 1. Oktober 1945 Ortsvorsitzender der CDU. 1946 wurde er zum Stadtrat und stellvertretenden Bürgermeister von Grabow gewählt. Im gleichen Jahr wurde er bei den Landtagswahlen in der SBZ 1946 in den Landtag Mecklenburg-Vorpommern gewählt. Müller geriet in NS-Verdacht, wobei die Ermittlungen der Kriminalpolizei ergebnislos verliefen und von der CDU-Landtagsfraktion als Verleumdung abgetan wurden. Im Landtag und in den Kommunalvertretungen setzte er sich für eine eigenständige CDU-Politik ein. Während der Parteisäuberung 1950 wurde Müller als Kreisvorsitzender in Ludwigslust abgesetzt und von der Delegiertenliste für den Landesparteitag 1950 gestrichen. Der gleichgeschaltete CDU-Landesvorstand schloss Müller 1951 und weitere oppositionelle Mitglieder aus der Partei aus.